# 西尾正義
西尾 正義（にしお まさよし）は、安土桃山時代から江戸時代前期にかけての武将・旗本。

## 略歴
深尾正広の子。深尾氏は近江源氏佐々木氏の傍流で、父・正広も六角義賢に仕えた。
当初は豊臣秀次の家臣だったが、文禄4年（1595年）に秀次が自殺すると、翌慶長元年（1596年）には徳川家康に召し抱えられ、その際に姓を西尾氏と改めた。慶長5年（1600年）関ヶ原の戦いの際には山岡景友に従って伊勢国長島城に籠城した。景友は小早川秀秋への内通を指示したため、近江国高宮で秀秋と接見してその確約を得、秀秋の使者を伴って美濃国赤坂の東軍先鋒や、本隊の家康へと報告している。また本戦間近にも秀秋の陣へと使者に出向いた。戦後は近江八幡の本陣を設営するために活動し、先鋒の狼藉を戒めている。慶長19年（1614年）からの大坂の陣には嗣子・正保と共にいずれも従軍した。